# Cavallera (Odèn)
Cavallera és una masia situada al municipi d'Odèn, a la comarca catalana del Solsonès.